# Agilní řízení projektu
Agilní řízení projektu je takové řízení projektu, které se vyznačuje připraveností a schopností rychlé reakce a má vynalézavý a přizpůsobivý charakter.

## Konvenční vs agilní přístup
Konvenční metody řízení projektů používají hodně různé metody plánování a vyžadují přesnou specifikaci výsledného produktu. Pracuje se i změnami a jsou definovány procesy pro jejich řízení.
V případech, že:
- charakter projektu je tak inovativní, že nejsou dostupné podklady pro jeho naplánování,
- podklady poskytnuté zadavatelem projektu nestačí pro stanovení odhadu nákladů a času projektu,
- je pravděpodobné (například v důsledku výše uvedených bodů), že projekt přinese velké množství změn scope projektu,

může být výhodnější aplikovat agilní metodiky řízení projektu.
Klasický projekt je charakterizován pevně danými omezeními vyplývajícími z projektového trojimperativu. Tedy čas, náklady a rozsah projektu jsou základní (tak zvaná tvrdá) omezení projektu.
Při agilním projektovém přístupu není rozsah projektu znám, protože jeho součástí je průběžné vymýšlení podoby produktu. Definice rozsahu projektu tak není vstupem, nýbrž jedním z výstupů projektu. Zadavateli to dává obrovskou flexibilitu, ale je nezbytné, aby byl aktivním účastníkem projektu.
Agilita je především způsob přístupu a změny postojů všech účastníků projektu, ale i zainteresovaných stran. Nejde jen o nasazení metodik. I s agilní metodikou může být chování lidí rigidní. Metodika agilitu podporuje, ale nezaručuje.
Pro to aby byl projekt řízen agilně nemusí být adaptována žádná specifická metodika.

## Principy agilního řízení projektu

### Inkrementální dodávky
Produkt projektu je zákazníkovi dodáván ve formě dílčích přírůstků. Každý z těchto přírůstků by měl přinášet pro zákazníka nějakou hodnotu, tedy mělo by jít o ucelenou funkční jednotku, kterou zákazník může používat.

### Iterativní postup
Postupuje se empiricky. Postupným zkoušením hrubých funkčností a jejich předěláváním a zdokonalováním v jednotlivých iteracích. Zákazník rychleji dospěje k finálnímu zadání, když nahrubo vytvářený produkt vidí, než když jeho podrobné fungování vymýšlí jen na papíře. Prototypování zároveň usnadňuje komunikaci.

### Multifunkční týmy
Vzhledem k požadavku na soustředění na úplnou dodávku funkční části produktu je obvyklá tvorba multifunkčních týmů. Příkladem z oblasti programování je přímé zapojení testerů do vývojového týmu.

### Zapojení zákazníka/byznysu
Agilní projektové řízení znamená potřebu agilního přístupu i na straně zákazníka. Zákazník přijímá iterativní dodávky, vyjadřuje se k nim a koriguje požadavky a další směr projektu.

### Pravidelná revize scope a požadavků
Agilní řízení projektu je často nasazováno právě na projektech, u kterých nemůže být rozsah projektu z různých důvodů specifikován přesně. Při agilním přístupu se používají takové postupy, které zabezpečují zpětnou vazbu a průběžnou revizi existujících požadavků. Seznam platných požadavků bývá udržován v prioritizovaném seznamu nazývaném backlog.

### Agilní chování
Agilní vedení projektu není spojeno jen s použitými metodami. Pro agilitu je potřeba tým pracující na projektu získat a agilnímu přístupu je naučit. Agilní přístup vyžaduje proaktivitu a vyzrálost zainteresovaných stran.

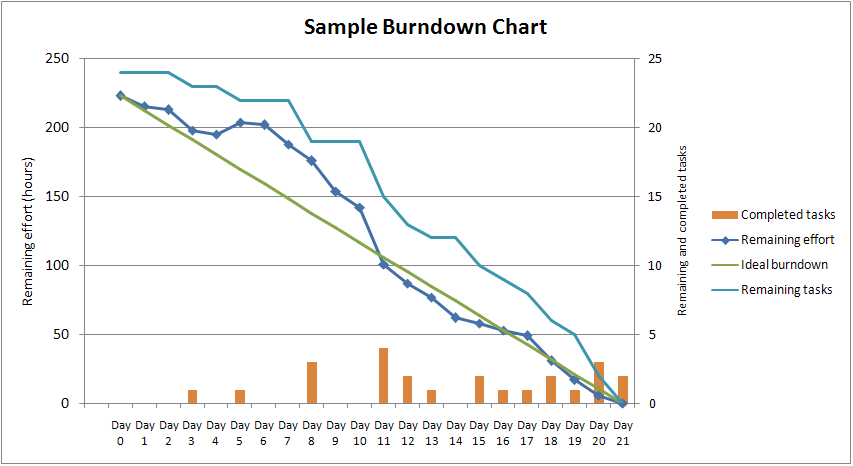
Příklad Burndown grafu

## Sledování postupu
Harmonogram projektu používaný obvykle ve formě Gantova grafu pro klasické řízení projektu bývá nahrazen, nebo doplněn tak zvaným Burndown grafem. Burndown chart (graf) ukazuje množství práce a splněných úkolů v rámci jedné iterace. Používá se forma, kdy původní pro iteraci plánovaný objem práce a úkolů ubývá. Projektový tým jakoby „spaluje“ práci, která je před ním.

## Agilní manifest
Principy agilního řízení lze najít v „Manifestu Agilního vývoje software“ . Jde o hodnoty, které byť byly vyjádřeny v oblasti vývoje software, platí v rozšířeném smyslu pro agilní řízení projektů obecně.
- Lidé a jejich spolupráce má přednost před procesy a nástroji
- Fungující produkt před vyčerpávající dokumentací
- Spolupráce se zákazníkem je důležitější než vyjednávání o smlouvě
- Reagování na změnu má přednost před dodržováním plánu

Uvedené principy je potřeba vnímat jako hodnoty. Manifest netvrdí, že projektová dokumentace není potřeba. Dokumentace nesmí být ale vytvářena na úkor dodání a funkčnosti výsledku a produktu projektu.

## Seznam známých metod pro agilní projektový přístup
Z důvodu neexistence nebo nejednoznačné a neustálené české terminologie jsou některé pojmy uvedeny v angličtině.
- Adaptive software development
- Disciplined Agile Delivery
- Dynamic Systems Development Method (DSDM)
- Feature Driven Development
- Large Scale Scrum (LeSS)
- Lean Kanban
- Scaled Agile Framework (SAFe)
- Scrum
- Programování řízené testy
- Extrémní programování

## Agilní řízení projektů neřeší vše
Agilní přístup k vedení projektu není všelék na každý problém. U projektů, které řeší údržbu, mají stabilní zákaznickou základnu, neočekává se mnoho změn v rozsahu projektu, nemusí agilní způsob vedení projektu znamenat přínos.